# Četverokutni bedreni mišić
Četverokutni bedreni mišić (lat. musculus quadratus femoris)  mišić je zdjelice, četverokutasta oblika. Mišić inerviraju ogranci križnog spleta.

## Polazište i hvatište
Mišić polazi sa sjedne kosti (sjedne izbočine), idu prema lateralno, vodoravno i hvataju se za bedrenu kost (veliki obrtač i intertrohanterični greben). 